# Sattam bin 'Abd al-'Aziz Al Sa'ud
Saṭṭām bin ʿAbd al-ʿAzīz Āl Saʿūd (in arabo سطام بن عبد العزيز آل سعود‎?; Riad, 21 gennaio 1941 – Riad, 12 febbraio 2013) è stato un principe e politico saudita, membro della famiglia reale Al Saʿūd.

## Primi anni di vita ed educazione
Il principe Saṭṭām è nato a Riyad il 21 gennaio 1941. Era trentesimo figlio di Re ʿAbd al-ʿAzīz. Sua madre era Mudhī Āl Sudayrī. Era il più giovane e l'ultimo superstite fra i suoi fratelli germani, ovvero il principe Mājid e le principesse Sulṭāna e Ḥāya.
Saṭṭām ha iniziato gli studi nella scuola dei principi di Riyad è poi entrato a far parte dell'Istituto Al Anjāl. Ha ricevuto una laurea in business administration presso l'Università della California, San Diego nel 1965. Ha conseguito un dottorato honoris causa presso la stessa università il 25 maggio 1975.

## Carriera
Saṭṭām è stato vice Governatore della Provincia di Riyad del 1979 al 2011. Il principe Muḥammad b. Saʿd gli succedette nell'incarico. Il 5 novembre 2011, il principe Saṭṭām fu infatti promosso 12º governatore sostituendo il principe Salmān, nominato ministro della Difesa.

## Attività
Nel marzo 2012, Saṭṭām ha dichiarato che agli uomini single non sarebbe più stato impedito di visitare i centri commerciali a Riyad nelle serate e nei weekend. In precedenza, erano ammessi nei centri commerciali all'ora di pranzo nei giorni feriali.

## Altre posizioni
Il principe Saṭṭām era membro dei seguenti comitati: Presidente del Comitato per il rilascio dei prigionieri insolventi; vice presidente del Comitato esecutivo della "Saudizzazione", vice presidente dell'associazione esecutiva per lo sviluppo di Riyad, vice presidente del consiglio di amministrazione dell'associazione dell'acqua e dei servizi igienico-sanitari della Provincia di Riyad, vice presidente del consiglio di amministrazione della associazione al-Berr a Riyad, vice presidente del comitato di progetto "Principe Salmān" per gli alloggi di carità, vice presidente dell'associazione di beneficenza "Ibn Bazz" per aiutare i giovani a sposarsi, vice presidente dell'associazione per la cura degli orfani della Provincia di Riyad, presidente del comitato locale per la raccolta di donazioni per i musulmani del Kosovo e della Cecenia nella Provincia di Riyad, vice presidente della commissione di difesa civile, vice-presidente onorario del comitato dei pazienti amici della Provincia di Riyad e vice presidente dell'associazione per la cura dei pazienti con insufficienza renale della Provincia di Riyad.

## Vita personale
Saṭṭām era sposato con Shaykha bint ʿAbd Allāh b. ʿAbd al-Raḥmān. I suoi figli sono Hāla, ʿAbd al-ʿAzīz, Najlāʾ e Fayṣal. Una delle sue figlie, Najlāʾ, è sposata con ʿAbd al-ʿAzīz b. Majīd. Il principe Saṭṭām ha donato i suoi organi, primo reale saudita a farlo.

## Morte e funerale
Il 12 febbraio 2013, il principe Saṭṭām è morto all'età di 72 anni dopo lunga malattia, a Riad. La preghiera funebre si è tenuta nella moschea Imām Turkī bin ʿAbd Allāh a Riyad il giorno seguente. Alla preghiera, guidata dallo sceicco ʿAbd al-ʿAzīz bin ʿAbd Allāh al-Shaykh, hanno partecipato anche Re ʿAbd Allāh e altri principi e alti funzionari. La salma è stata portata in seguito a Gedda per poi essere sepolta nel cimitero al-Adl a La Mecca come da sua volontà.